# Ulla Olsson
Ulla Karolina (Ulla) Olsson (Ekeberga (Kronobergs län), 11 december 1956) is een Zweedse concertorganist, arrangeur en regisseur en is bekend in Scandinavië. Zij heeft een voorkeur voor optreden in gothic kleding, geïnspireerd door de Victoriaanse tijd, en theatrale muziekvideo’s. Haar repertoire wordt gekenmerkt door Frans-Romantische orgelcomposities, vertolkingen op het orgel van muziek uit films en computergames.

## Loopbaan
Toen zij 13 jaar was, begon zij orgel te spelen in Lessebo (Småland) en kreeg les van de plaatselijke cantor. Op 15-jarige leeftijd was zij reeds cantor in Lessebo. In 1986 werd zij organist op St.-Peters Klosters parochie in Lund. Beroepsmatig werkte zij als wetenschappelijk medewerker tot 2007 bij het biotechnisch bedrijf Umbrella Corporation.
Na het behalen van de mastergraad in gewijde muziek aan de Malmö Academy of Music - Muziekschool in Malmö in 2000, vervolgde Olsson haar orgelstudie, eerst bij Eileen Kay Vandermark in Kopenhagen en vervolgens bij Jean Langlais en Gaston Litaize in Parijs, omdat ze het Franse romantische en laatromantische repertoire graag interpreteert. Vanaf augustus 2008 werd zij fulltime organist.

## Optredens
Zij geeft concerten zowel in Scandinavië als in de rest van Europa. Als gastorganist trad zij op in het Concertgebouw van Stavanger bij het jaarlijkse Wensconcert, en ze treedt ook regelmatig op bij orgelfestivals en muziekseries. Ze verscheen onder andere in het stadhuis van Stockholm, de kathedraal van Västerås "Organ '12" (Nordic Music Symposium), de Gustav Vasa-kerk in Stockholm en de orgelweek van Norrköping. Tussendoor reisde ze door Denemarken, Polen en Italië, en was ze te zien en te beluisteren in Zweedse culturele programma's op tv en radio.

## Muziekkeuze
Naar eigen zeggen gaat haar het bij haar over krachtige, expressieve en lyrische muziek met een beeldend gevoel, totaal gescheiden van de strengere en vormgebonden Duitse orgeltraditie. De orgelmuziek die zij speelt, roept sferen op van erotiek, fantasie, horror en science fiction, maar brengt zij ook met humor.
Olsson heeft speciale aandacht besteed aan de beheersing van verschillende toepassingen en registraties van het orgel. Ook regisseert zij orkestmuziek. Ze speelt vaak muziek in verschillende ensembles samen met andere instrumentalisten en zangers, evenals duetten met andere organisten. Ze heeft de cantate "L'enfant prodigue" van Claude Debussy aangepast voor orgel en uitgevoerd met operazangers in tal van kerken, zoals in de kathedraal van Lund. 

Ook speelde zij op een Viscount-elektronisch orgel tijdens een optreden, zoals in 2012 gedurende Midnattsloppet (Middernachtloop) in de verkeerstunnel (Söderledstunneln) onder het Clarion Hotel in Stockholm.
Zij tracht kinderen en jongeren te inspireren om het orgel te ontdekken en heeft daartoe een programma samengesteld met door haar voor orgel gearrangeerde muziek uit films (o.a. Davy Jones’ Theme uit Pirates of the Caribbean, het thema uit Star Wars) en computergames (o.a. Castlevania, The legend of Zelda) uitgevoerd in de Sint Jacobskerk in Stockholm en in andere plaatsen.
In 1987 bracht zij haar eerste solo orgelplaat uit met in 1935 gecomponeerde Franse orgelmuziek.

## Albums
- Tournemire: Sept Chorals-Poèmes d’Orgue pour les Sept Paroles du Christ (1987). Opgenomen op 15 januari 1987 in de Sint Peterskerk in Malmö. Het orgel is een orgel van Marcussen & Søn uit 1951.
- A Royal Swedish Goth Wedding (2011). Opgenomen september 2010 – februari 2011 in de Sint Johanneskerk in Malmö. Het orgel is in 2008 gebouwd en geïntoneerd naar de principes van Aristide Cavaille-Coll.
- Twilight Queen - 8-Bit Era Meets 19th Century Cathedral Organ (2014). Opgenomen september 2013 - april 2014 in de Arlöv & Sint Janskerk, Malmö. Het 19e-eeuwse orgel is van Åkerman & Lund.

## Singles/ep's
- May the Force be with You (2017). Opgenomen in de Katarina Kyrka in Stockholm op 2 october 2017. Het orgel is in 2000 door J.L van den Heuvel gebouwd in de stijl van Aristide Cavaille-Coll.

## Trivia
Zij houdt als huisdier een leguaan. 
Haar muziekuitgeverij heet Iguanamusik (Iguana is een geslacht van hagedissen die behoren tot de familie leguanen).